# Apsil apicata
Apsil apicata är en tvåvingeart som beskrevs av Malloch 1934. Apsil apicata ingår i släktet Apsil och familjen husflugor. Inga underarter finns listade i Catalogue of Life.